# Гулиева, Рухсара Мамед кызы
Рухсара Мамед кызы Гулиева (азерб. Rüxsarə Məmməd qızı Quliyeva; род. 2 мая 1920, Баку) — советский азербайджанский пекарь, Герой Социалистического Труда (1966).

## Биография
Родилась 2 мая 1920 года в городе Баку, столице Азербайджанской ССР.
Начала трудовую деятельность в 1941 году рабочей на Бакинской бисквитной фабрике, с 1944 года пекарь-кондитер, а с 1947 года старший пекарь и бригадир пекарей этой же фабрики.
Указом Президиума Верховного Совета СССР от 21 января 1966 года за особые заслуги в выполнении заданий семилетнего плана и достижение высоких технико-экономических показателей по производству пищевых продуктов, Гулиевой Рухсаре Мамед кызы присвоено звание Героя Социалистического Труда с вручением ордена Ленина и золотой медали «Серп и Молот».
Активно участвовала в общественно-политической жизни страны. Член КПСС с 1946 года. Делегат XXIII съезда КПСС. Депутат Верховного Совета Азербайджанской ССР 7-го созыва.